# Aguas Blancas (Argentina)
Aguas Blancas es una localidad fronteriza del departamento de Orán, en el noreste de la provincia de Salta, Argentina. Se ubica a orillas del río Bermejo, que constituye el límite internacional con el Estado Plurinacional de Bolivia, frente a la ciudad de Bermejo, en el departamento de Tarija.

## Geografía
- Localización: 22°44′00″S 64°22′00″O / -22.73333, -64.36667
- Altitud: 562 m s. n. m.

## Población urbana
Contaba con 2,395 habitantes (Indec, 2010), lo que representa un incremento del 70,70 % frente a los 1,403 habitantes (Indec, 2001) del censo anterior.

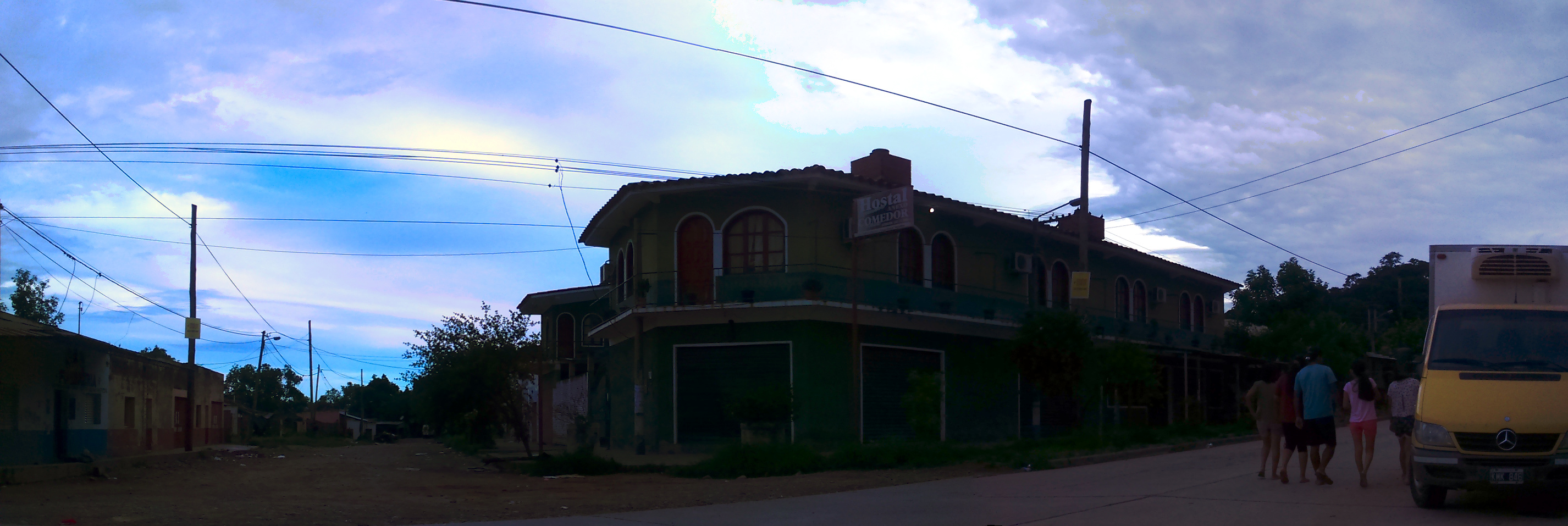
Una calle de la ciudad de Aguas Blancas, Año 2016.

## Sismicidad
La sismicidad del área de Salta es frecuente y de intensidad baja, y un silencio sísmico de terremotos medios a graves cada 40 años.

Área de Media Sismicidad con 6,1 Richter, hace 15 años, otro cimbronazo hace 76 años con 7,0 Richter